# Orsigna
(Tiziano Terzani, La fine è il mio inizio)
Orsigna è un borgo montano di Pistoia, situato nella valle attraversata dall'omonimo torrente.
È la frazione più lontana dal centro cittadino,  da cui dista circa 30 km.
Il borgo ha sempre vissuto principalmente di pastorizia e di taglio del legname, ma oggi ha quasi perso questi tipici lavori.
Ospita un posto tappa GEA ed è passaggio di escursionisti, verso il Rifugio di Porta Franca, il Monte Gennaio, il complesso del Corno alle Scale ed il Lago Scaffaiolo.

## Geografia

### Le borgate di Orsigna
Orsigna si sviluppò a partire dalla piazza della chiesa, voluta dal vescovo Scipione de' Ricci come unione delle numerose borgate che ancora oggi fanno riferimento a questo paese. I nomi delle borgate sono Il Casino, Casa Sandrella, Case Colonna, Le Volte, Lavacchini, '’Case Mei’’, Paoluccio, Case Fanfani, Quadrano e Casa Gavazzi, Casa Fagnoni,Case Corrieri, La Menta, Case Ferrari, Il Contadino, Casa Cucciani, Casa Colonna, Casa Aldria, Il Fosso, Il Molino, Il Cassero, Il Goraio,Villanova, Casa Botto; per citarne alcune. Tali borgate sono generalmente meta di turisti, in quanto la maggior parte delle abitazioni sono di proprietà dei non residenti.

## Storia

### Etimo
Sull'etimologia del toponimo Orsigna si sono fatte numerose ipotesi: nei diplomi imperiali di Arrigo VI (1191) e di Federico II (1220) si parla di una Valle Ursina, data in concessione ai Conti Guidi, verosimilmente da identificarsi con questa e chiamata così per la presenza (allora) degli orsi. Altri autori propendono, invece, per attribuire l'etimo alla romana famiglia Orsini che vi avrebbe avuto dei possedimenti. Si narra infine, in modo molto suggestivo, ma storicamente incerto, che il nome deriverebbe da tale Principessa Orsina che vi avrebbe regnato ed i ruderi del suo castello sarebbero nella borgata di Orsigna, poco sopra la chiesa.

## Curiosità

Stemma del comune di Pistoia: si notino i due orsi

- Lo stemma di Pistoia, nel quale sono presenti due orsi, richiama non a caso il paese di Orsigna, in quanto i rapporti con la montagna pistoiese e la città erano rilevanti. Orso in pistoiese si dice anche micco.
- A Orsigna è stato recentemente ristrutturato il molino di Giamba, per l'essiccazione e la macinatura delle castagne e per la produzione della farina.

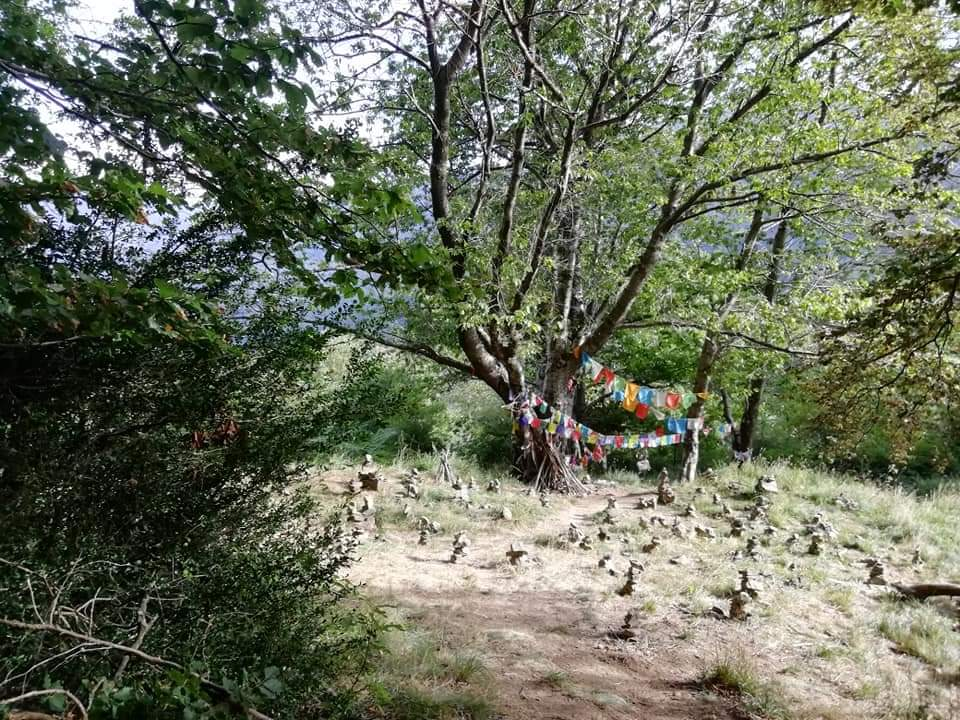
L'Albero con gli Occhi, sotto il quale meditava Tiziano Terzani, presso Orsigna

- Nell'autunno del 2009 nel paese di Orsigna sono state effettuate le riprese del film sulla vita di Tiziano Terzani, intitolato La fine è il mio inizio[3], tratto dal suo omonimo libro ed uscito nelle sale italiane il 1º aprile 2011. Terzani è interpretato da Bruno Ganz ed il figlio Folco da Elio Germano.
- Nell'estate 2010 sono terminati i restauri della chiesa di Sant'Atanasio, durante i quali sono stati portati alla luce gli affreschi ottocenteschi del pittore pistoiese Bartolomeo Valiani.[4]

## Infrastrutture e trasporti
Orsigna è raggiungibile da Pracchia in automobile o in autobus, percorrendo 5 km di strada asfaltata. Sempre a Pracchia è presente la stazione ferroviaria più vicina, sulla Ferrovia Porrettana.